# 3072 Vilnius
3072 Vilnius è un asteroide della fascia principale. Scoperto nel 1978, presenta un'orbita caratterizzata da un semiasse maggiore pari a 2,2383050 au e da un'eccentricità di 0,1799656, inclinata di 5,64611° rispetto all'eclittica.
L'asteroide è dedicato all'omonima città, capitale della Lituania.